# Thomas Gerull
Thomas Gerull (Itzehoe, 1962. január 2. –) világbajnok, olimpiai ezüstérmes német párbajtőrvívó.